# إلين كوفمان
إلين كوفمان (بالإنجليزية: Elaine Kaufman)‏ هي صاحبة مطعم أمريكية، ولدت في 10 فبراير 1929 في مانهاتن في الولايات المتحدة، وتوفيت في 3 ديسمبر 2010 في مستشفى لينوكس هيل ‏ في الولايات المتحدة بسبب نفاخ رئوي.